# Swertia diluta
Swertia diluta là một loài thực vật có hoa trong họ Long đởm. Loài này được (Turcz.) Benth. & Hook. f. miêu tả khoa học đầu tiên năm 1876.